# Harlev Præstegård
Harlev Præstegård  er præstegård for Harlev og Framlev pastorat og en fredet bygning i Aarhus Kommune. Præstegården stod færdig i 1732 og blev den 3. marts 1950 danske register over fredede bygninger og steder af Slots- og Kulturstyrelsen. Oprindeligt var det præstegården til den tilstødende Harlev Kirke men Harlev og Framlev pastorater er slået sammen, så præsten i dag betjener begge sogne. Præstegården ejes af Den danske folkekirke sammen med kirken selv.

## Arkitektur
Præstegården består af 3 bygninger, der omkranser en central gårdsplads mod øst, vest og syd. De 3 fløje er typiske for datidens gårde. Bygningerne er bindingsværk med hvidkalkede vægge med fritlagte træstøtter og står på et underlag af granitsten. Tagene er stråtækte med halm med rillet tagkonstruktion i midterbygningen og valmtag på sidefløjene. Hovedbygningen har et kvistvindue over hoveddøren og en trægesims, der løber langs alle tre bygninger.